# Lockers Flat Island
Lockers Flat Island är en ö i Kanada.   Den ligger i provinsen Newfoundland och Labrador, i den östra delen av landet, 1 700 km öster om huvudstaden Ottawa. Arean är 2,8 kvadratkilometer.
Terrängen på Lockers Flat Island är mycket platt. Öns högsta punkt är 20 meter över havet. Den sträcker sig 2,2 kilometer i nord-sydlig riktning, och 4,6 kilometer i öst-västlig riktning.
Runt Lockers Flat Island är det mycket glesbefolkat, med 2 invånare per kvadratkilometer.